# Elena Eisenberg
Elena Eisenberg (n. 1890, Târgoviște, Dâmbovița, România – d. 1960, Cobia, Dâmbovița, România, născută Măinescu) a fost una dintre cele trei prime femei primar din România, alături de Marilena Bocu din Lipova, jud. Arad și Luiza Zavloschi din Buda, jud. Vaslui. În anul 1930 a fost aleasă în funcția de primar al comunei Cobia din județul Dâmbovița în urma alegerilor locale din acel an în care femeile au putut vota și candida pentru prima dată în istoria României.
A candidat și a fost aleasă primar din partea PNȚ.
A fost sora generalului de cavalerie Vasile Măinescu (1891-1953).
Atât în documentele semnate de dumneaei în calitate de primar (documente care se găsesc la Arhivele Județene Dâmbovița), cât și pe cruce numele apare ca fiind Maria Eisenberg.
Data de naștere este 22 Februarie/ 4 martie 1887, Târgoviște. Decesul la 18 februarie 1961. com. Cobia, jud. Dâmbovița.